# Nieuwsuur

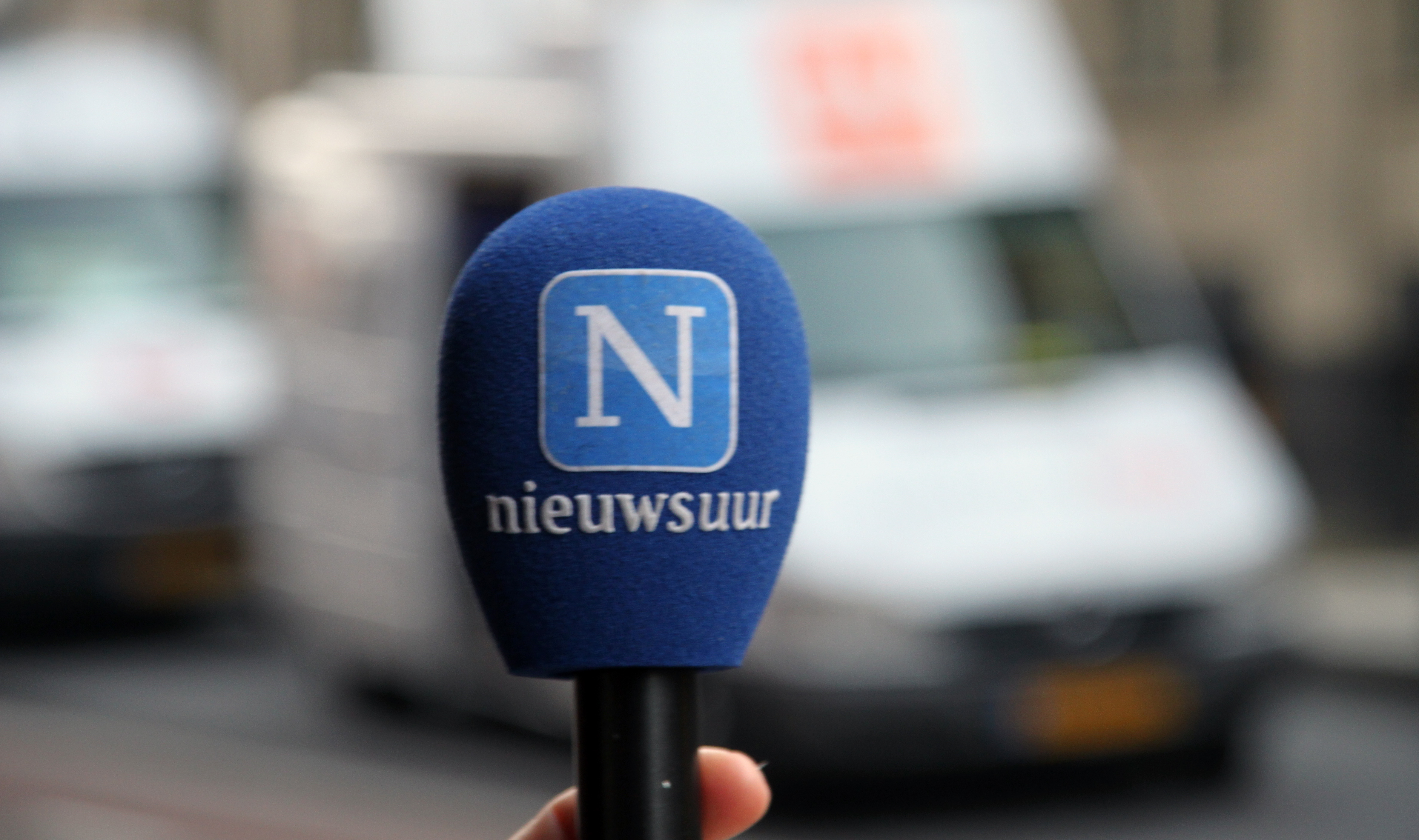
Microfoon van Nieuwsuur

Nieuwsuur is een actualiteitenprogramma van de NOS en NTR. Het programma wordt uitgezonden sinds 6 september 2010. 
Het programma wordt gezien als de opvolger van NOVA. Nieuwsuur wordt uitgezonden van maandag tot en met zondag op NPO 2 van 21.30 uur tot 22.20 uur (op zaterdag en zondag tot 22.00). Voor 2020 was het op werkdagen van 22.00 uur tot 22.45 uur en in het weekend tot 22.30 uur te zien. Vanaf 2014 zendt Nieuwsuur ook op zondag uit, hoewel dit in het begin ook al kort plaatsvond. Het programma besteedt vooral aandacht aan Nederlandse en Europese politiek en aan ander buitenlands en economisch nieuws.

## Geschiedenis
Al in 2008 waren er plannen voor een nieuwsuur, toen in de vorm van samenwerking tussen NOVA, het NOS Journaal en Den Haag Vandaag. Het plan voor dit Nieuwsuur werd na klachten van andere omroepen echter afgewezen door de raad van bestuur van de NPO. Het zou in feite niet één programma onder eenduidige leiding zijn en de samenwerking van de ledenomroep VARA met de ledenloze omroeporganisaties NPS en NOS zou officieel niet zijn toegestaan. Bovendien was de opzet van het programma, een objectief en onafhankelijk nieuwsprogramma, in strijd met de nieuwe plannen van de Publieke Omroep om de omroepen meer een eigen karakter te geven.

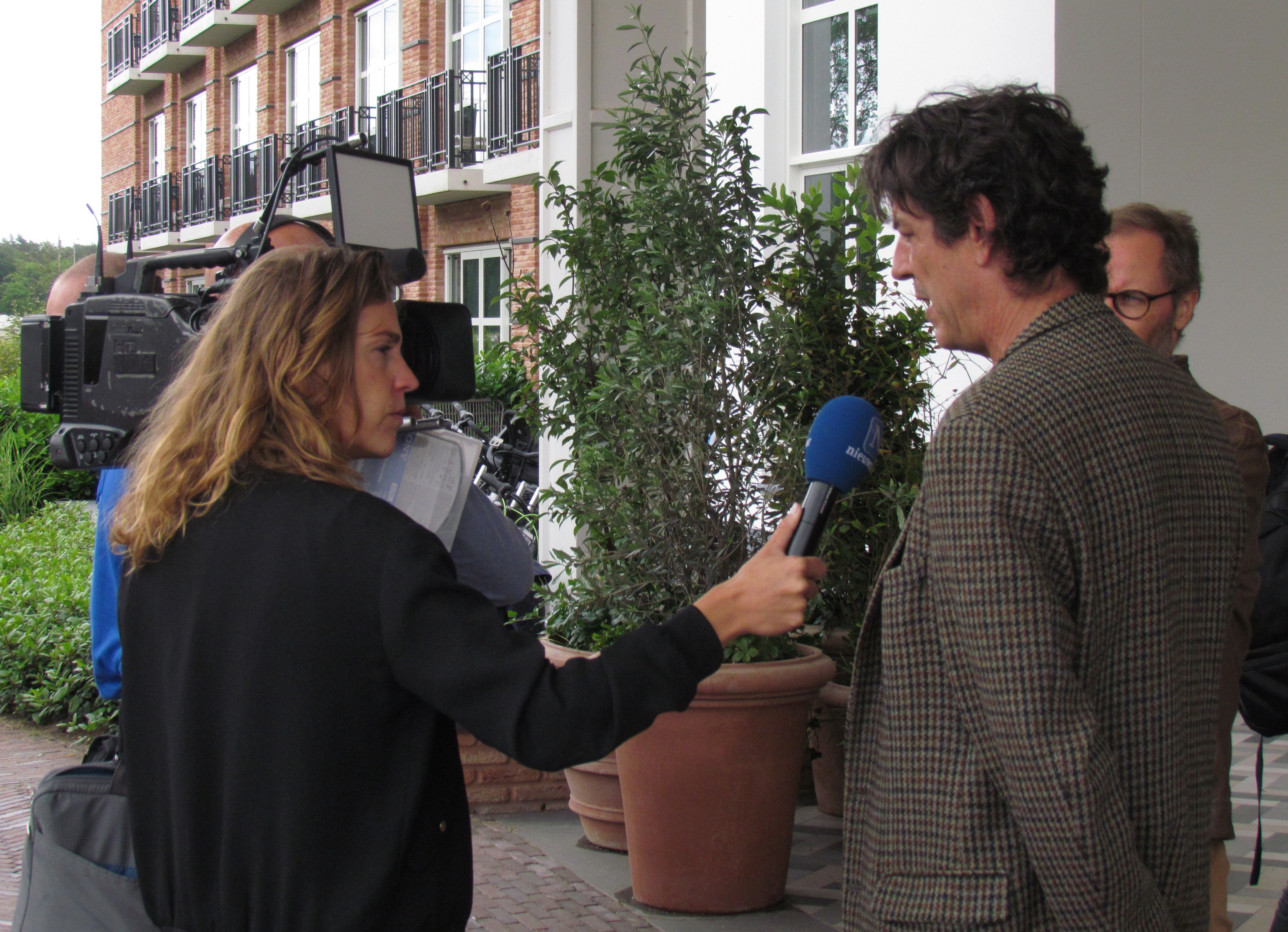
Een cameraploeg van Nieuwsuur interviewt een vakbondsleider

Het Algemeen Dagblad berichtte op 17 november 2009 dat de NOS wilde stoppen met NOVA. De directie van de NOS vond NOVA niet onafhankelijk en neutraal genoeg. Eind januari 2010 werd aangekondigd dat vanaf het televisieseizoen 2010/2011 de actualiteitenrubrieken Netwerk en NOVA zouden verdwijnen en dat Nieuwsuur met ingang van 6 september 2010 in de plaats van NOVA zou komen.

## Personeel
| Naam                      | Functie                                 | Sinds |
| ------------------------- | --------------------------------------- | ----- |
| Pieter Klein              | Hoofdredacteur                          | 2022  |
| Reijer Zwaan              | Adjunct hoofdredacteur                  | 2015  |
| Mariëlle Tweebeeke        | Hoofdpresentatie                        | 2010  |
| Jeroen Wollaars           | Hoofdpresentatie                        | 2018  |
| Eelco Bosch van Rosenthal | Presentatie inval                       | 2016  |
| Petra Grijzen             | Presentatie inval                       | 2019  |
| Arjan Noorlander          | Parlementair verslaggever / commentator | 2018  |
| Nynke de Zoeten           | Parlementair verslaggever               | 2010  |
| Chris Ostendorf           | Parlementair verslaggever               | 2014  |
| Saskia Dekkers            | Reportages Europa                       | 2010  |
| Mathijs Bouman            | Economisch commentator                  | 2017  |

## Nieuwspresentatie
| Naam             | Functie | Sinds |
| ---------------- | ------- | ----- |
| Winfried Baijens | Nieuws  | 2016  |
| Albert Bos       | Nieuws  | 2025  |
| Afke Boven       | Nieuws  | 2022  |
| Iris de Graaf    | Nieuws  | 2024  |
| Saïda Maggé      | Nieuws  | 2020  |
| Jeroen Overbeek  | Nieuws  | 2010  |
| Malou Petter     | Nieuws  | 2021  |
| Jeroen Tjepkema  | Nieuws  | 2010  |
| Mark Visser      | Nieuws  | 2017  |
| Simone Weimans   | Nieuws  | 2012  |

### Oud-medewerkers
| Naam                    | Functie                                    | Periode             |
| ----------------------- | ------------------------------------------ | ------------------- |
| Gerard Arninkhof        | Nieuws                                     | 2010                |
| René van Brakel         | Nieuws                                     | 2012-2014           |
| Amber Brantsen          | Nieuws                                     | 2018-2021           |
| Tom Egbers              | Sport                                      | 2010-2019           |
| Pim van Galen           | Parlementair verslaggever                  | 2010-2019           |
| Jack van Gelder         | Sport                                      | 2011                |
| Dione de Graaff         | Sport                                      | 2010-2019           |
| Twan Huys               | Hoofdpresentatie                           | 2010-2018           |
| Eva Jinek               | Nieuws                                     | 2011                |
| Gert van 't Hof         | Sport                                      | 2013-2019           |
| Joost Karhof            | Presentatie inval                          | 2010-2017           |
| Astrid Kersseboom       | Nieuws                                     | 2010-2021           |
| Tom Kleijn              | Amerikacorrespondent, standplaats New York | 2011-2016           |
| Carel Kuyl              | Hoofdredacteur                             | 2010-2012           |
| Saïda Maggé             | Presentatie inval                          | 2018-2019           |
| Aïcha Marghadi          | Sport                                      | 2012                |
| Ferry Mingelen          | Parlementair verslaggever / commentator    | 2010-2013           |
| Dominique van der Heyde | Parlementair verslaggever / commentator    | 2013-2018           |
| Toine van Peperstraten  | Sport                                      | 2010-2013           |
| Clairy Polak            | Reportages, interviews                     | 2010                |
| Sjoerd van Ramshorst    | Sport                                      | 2013-2019           |
| Henry Schut             | Sport                                      | 2010-2019           |
| Jeanet Schuurman        | Nieuws                                     | 2010-2011           |
| Mart Smeets             | Sport                                      | 2011                |
| Dionne Stax             | Nieuws                                     | 2013-2019           |
| Annechien Steenhuizen   | Nieuws                                     | 2013                |
| Jeroen Stomphorst       | Sport                                      | 2010-2019           |
| Rivkah op het Veld      | Sport                                      | 2013-2019           |
| Rik van de Westelaken   | Nieuws                                     | 2010-2016           |
| Herman van der Zandt    | Nieuws/sport                               | 2010-2015/2015-2019 |

## Locatie
Studio 8 werd in juli 2010 verbouwd voor de komst van Nieuwsuur. De avondjournaals, NOVA en het Jeugdjournaal werden vanuit tijdelijke studio's uitgezonden. De vloer van de studio werd opgehoogd en gelijkgemaakt met de draaischijf in de studio.
Nieuwsuur werd vanaf 5 maart 2012 gepresenteerd vanuit een tijdelijke studio, vanwege de verbouwing van de NOS-studio's voor de nieuwe vormgeving, die op 27 mei 2012 voltooid was. De studio was opgebouwd uit schermen uit de originele Nieuwsuur-studio aangevuld met schermen uit het oude NOVA-decor, dat sinds de stop van NOVA gebruikt werd als extra studio in geval van extra evenementen of gelijktijdige uitzendingen. Sinds 10 april 2012 zond Nieuwsuur weer uit vanuit zijn normale decor. Ondertussen werd er in dezelfde studio nog steeds gewerkt aan de opbouw van de nieuwe decors van NOS Jeugdjournaal en het NOS Journaal.
Sinds december 2016 heeft Nieuwsuur een andere studio. Vanuit deze studio komen ook het NOS Journaal van 18.00 en 20.00 uur, en het avond-Jeugdjournaal.

## Trivia
- Eva Jinek zag af van een post als presentator, nadat haar relatie bekend werd met de strafpleiter Bram Moszkowicz, die zo vaak in het nieuws is dat voor de objectiviteit van het programma werd gevreesd.[13]
- De Sonja Barend Award werd gewonnen door Mariëlle Tweebeeke voor het interview op 23 februari 2012.[14]
- In 2013 werd De Tegel, de journalistieke jaarprijs, uitgereikt aan Mariëlle Tweebeeke en Bas Haan voor het interview met Reinout Oerlemans en het bestuur van het VU medisch centrum over het controversiële programma 24 uur: tussen leven en dood, waarin patiënten van de spoedeisende hulp met verborgen camera's werden gefilmd.
- De TV-Beelden 2016, gewonnen in categorie beste actuele programma voor De Teevendeal en genomineerd in categorie beste reportage voor De vlucht van Fares van Damascus naar Duitsland.
- Sedert 2020 maakt het sportblok geen deel meer uit van het programma. Ook veranderde het aanvangstijdstip van 22.00 uur in 21.30 uur om beter aan te sluiten bij het vervroegen van de latenighttalkshow op NPO 1.
- In 2021 werd de Zilveren Nipkowschijf aan het programma toegekend.
- In 2021 hield Nieuwsuur een serie interviews met de lijsttrekkers van 11 partijen in aanloop naar de Tweede Kamerverkiezingen 2021. Deze interviews werden al snel bekend doordat veel lijsttrekkers het moeilijk kregen met de kritische vragen van Nieuwsuur en uitgenodigde kiezers. Oorspronkelijk zouden ook Farid Azarkan en Geert Wilders te gast zijn, maar zeiden beiden af. Dit leed ertoe dat Arjen Lubach in zijn programma Zondag met Lubach het nummer ''Ga niet naar Nieuwsuur'' uitbracht over dit afzeggen, het nummer scoorde vervolgens goed. Voor de opnamen van de clip werd de echte studio van Nieuwsuur gebruikt.[15]